# Xavier Sneed
Xavier Tyron Sneed (Saint Louis, 21 dicembre 1997) è un cestista statunitense.

## Statistiche

### NCAA
| Anno      | Squadra      | PG  | PT  | MP   | TC%  | 3P%  | TL%  | RP  | AP  | PRP | SP  | PP   |
| --------- | ------------ | --- | --- | ---- | ---- | ---- | ---- | --- | --- | --- | --- | ---- |
| 2016-2017 | KSU Wildcats | 35  | 2   | 18,3 | 42,9 | 33,9 | 72,6 | 2,6 | 0,6 | 0,9 | 0,2 | 7,1  |
| 2017-2018 | KSU Wildcats | 37  | 37  | 31,4 | 41,7 | 34,4 | 73,9 | 5,1 | 1,8 | 1,6 | 0,3 | 11,1 |
| 2018-2019 | KSU Wildcats | 33  | 33  | 30,7 | 39,6 | 34,6 | 67,0 | 5,5 | 1,9 | 1,4 | 0,3 | 10,6 |
| 2019-2020 | KSU Wildcats | 32  | 32  | 32,5 | 36,5 | 30,4 | 69,0 | 4,8 | 1,7 | 1,8 | 0,3 | 14,2 |
| Carriera  | Carriera     | 137 | 104 | 28,1 | 39,7 | 33,2 | 70,3 | 4,5 | 1,5 | 1,4 | 0,3 | 10,7 |

#### Massimi in carriera
- Massimo di punti: 31 vs Iowa State (7 marzo 2020)[1]
- Massimo di rimbalzi: 14 vs Southern Mississippi (19 dicembre 2018)
- Massimo di assist: 7 vs Northern Arizona (20 novembre 2017)
- Massimo di palle rubate: 5 (3 volte)
- Massimo di stoppate: 3 vs Iowa State (12 gennaio 2019)
- Massimo di minuti giocati: 42 vs Texas Christian (8 marzo 2018)

### NBA

#### Regular Season
| Anno      | Squadra           | PG | PT | MP   | TC%  | 3P%  | TL% | RP  | AP  | PRP | SP  | PP  |
| --------- | ----------------- | -- | -- | ---- | ---- | ---- | --- | --- | --- | --- | --- | --- |
| 2021-2022 | Memphis Grizzlies | 2  | 0  | 4,0  | 0,0  | 0,0  | -   | 1,0 | 0,0 | 0,0 | 0,0 | 0,0 |
| 2021-2022 | Utah Jazz         | 7  | 0  | 4,4  | 25,0 | 16,7 | -   | 0,6 | 0,1 | 0,0 | 0,0 | 0,7 |
| 2022-2023 | Charlotte Hornets | 4  | 0  | 12,0 | 50,0 | 50,0 | 100 | 1,3 | 1,3 | 0,0 | 0,3 | 4,3 |
| Carriera  | Carriera          | 13 | 0  | 6,7  | 35,0 | 28,6 | 100 | 0,8 | 0,5 | 0,0 | 0,1 | 1,7 |

#### Massimi in carriera
- Massimo di punti: 9 vs Toronto Raptors (2 aprile 2023)[2]
- Massimo di rimbalzi: 2 (2 volte)
- Massimo di assist: 2 vs Toronto Raptors (2 aprile 2023)
- Massimo di palle rubate: -
- Massimo di stoppate: 1 vs Toronto Raptors (2 aprile 2023)
- Massimo di minuti giocati: 16 vs Toronto Raptors (2 aprile 2023)

### G League

#### Regular Season
| Anno      | Squadra       | PG | PT | MP   | TC%  | 3P%  | TL%  | RP  | AP  | PRP | SP  | PP   |
| --------- | ------------- | -- | -- | ---- | ---- | ---- | ---- | --- | --- | --- | --- | ---- |
| 2020-2021 | Greens. Swarm | 13 | 10 | 23,3 | 36,0 | 27,9 | 87,5 | 4,0 | 1,8 | 1,8 | 0,4 | 8,1  |
| 2021-2022 | Greens. Swarm | 18 | 18 | 27,2 | 50,0 | 39,8 | 80,8 | 4,4 | 1,9 | 1,8 | 0,3 | 11,4 |
| 2021-2022 | S.L.C. Stars  | 11 | 10 | 32,0 | 35,4 | 24,6 | 83,8 | 6,0 | 2,7 | 1,3 | 0,3 | 14,7 |
| 2022-2023 | Greens. Swarm | 44 | 43 | 30,7 | 40,4 | 35,3 | 72,6 | 4,9 | 2,5 | 0,8 | 0,4 | 13,0 |
| Carriera  | Carriera      | 86 | 81 | 29,0 | 40,8 | 33,8 | 77,9 | 4,8 | 2,3 | 1,2 | 0,4 | 12,1 |

### LBA

#### Regular Season
| Anno      | Squadra       | PG | PT | MP   | TC%  | 3P%  | TL%  | RP  | AP  | PRP | SP  | PP   |
| --------- | ------------- | -- | -- | ---- | ---- | ---- | ---- | --- | --- | --- | --- | ---- |
| 2023-2024 | N.B. Brindisi | 27 | 27 | 32,7 | 39,3 | 31,8 | 79,5 | 6,3 | 1,7 | 1,3 | 0,7 | 16,2 |
| Carriera  | Carriera      | 27 | 27 | 32,7 | 39,3 | 31,8 | 79,5 | 6,3 | 1,7 | 1,3 | 0,7 | 16,2 |